# Bernhard Getz
Bernhard Getz, född den 21 mars 1850 på Strinden vid Trondhjem, död den 1 november 1901 i Kristiania, var en norsk jurist. Han var kusin till Alfred Getz.
Getz blev 1868 student, 1873 juris kandidat och 1876 professor i juridik vid Kristiania universitet. Vid Köpenhamns universitets jubelfest 1879 kreerades han till hedersdoktor. Som universitetslärare utövade han mycket stort inflytande på den yngre generationen av jurister, varjämte han utvecklade stor produktivitet som juridisk författare. 
Han utgav Om den saakaldte delagtighed i forbrydelser (1875), Om vindikationsrettens begrænsning efter norsk ret (samma år), Om en reform i varetægtsarrestvæsenet (1878), Om omstødelse af svigagtige retshandlinger efter norsk ret (samma år), Om paaanke til höiere ret i civile og kriminelle sager (1884) med flera avhandlingar. 
Getz var ledamot av kommittén angående förslag till lag om höjd stämpelavgift (1876-77) och av kommittén angående statens räkenskaps- och uppbördsväsen (1878-79). Under striden om juryväsendet på 1880-talet utarbetade han i förening med O.A. Bachke (och delvis
J. Bergh) ett Foreløbigt udkast til lov om rettergangsmaaden i straffesager samt til lov om sikkerhedsfængsel (1885).
I detta yrkades på införande av meddomsmandsinstitutionen och muntligt processförfarande. Han var därefter ordförande i en departemental kommitté. Udkast til lov om rettergangsmaaden i straffesager med motiver (1886) ligger till grund för den 1887 antagna jurylagen. 
Som ordförande i strafflagskommittén framlade Getz Udkast til borgerlig straffelov for Norge, almindelig del, med motiver (1887) och Forslag til foreløbige forandringer i straffeloven (1888), vilka lades till grund för de förändringar i strafflagstiftningen, som vidtogs under de följande åren. 
1889 utnämndes Getz till riksadvokat. Tillsammans med Francis Hagerup utgav han samma år Lov om rettergangsmaaden i straffesager med oplysende anmerkninger og henvisninger (2:a upplagan 1890), och 1893 framlade han ett fullständigt motiverat förslag till allmän civil strafflag. 
1895 utnämndes han, som ursprungligen var en varm unionsvän, till medlem av den tredje unionskommittén och fungerade som ordförande för norska avdelningen av densamma. Under de sista åren av sitt liv var han sysselsatt med att utarbeta en fullständig reform av den civila lagskipningen.